# Erik Bjørkum
Erik Bjørkum (ur. 26 lutego 1965 w Sandefjord) – norweski żeglarz sportowy. Srebrny medalista olimpijski z Seulu.
Zawody w 1988 były jego jedynymi igrzyskami olimpijskimi. Startował w klasie Latający Holender. Medal w 1988 zdobył wspólnie z Ole Petterem Pollenem. Był trzeci na mistrzostwach świata w Latającym Holendrze w 1989.